# In the End (Linkin Park)
In the End is een nummer van de Amerikaanse alternatieve-rockgroep Linkin Park. Het is geschreven door Chester Bennington en Mike Shinoda en geproduceerd door Don Gilmore. Het werd van september tot november 2001 uitgebracht als de vierde single van het debuutalbum Hybrid Theory en betekende de definitieve (mainstream) doorbraak van de band, door in verschillende landen de top tien te bereiken. In the End is een van de meest bekende en een van de succesvolste singles van de band.

## Achtergrondinformatie
In the End werd op 21 oktober 2001 uitgebracht, ruim een jaar na de release van het moederalbum. De single is oorspronkelijk geschreven als een gedicht door leadzanger Chester Bennington en werd later omgezet tot een volwaardig nummer voor het album. Dit nummer kenmerkt de nu metalstijl van de band waar de groep tot 2007 mee doorging: een melodische tussenspel van de zang van Bennington en de rapvocals van Mike Shinoda. Het thema is het falen van een persoon, maar ook kan het symbolisch gezien worden als een beëindiging van een relatie. Een van de lyrische doelen was de teksten te schrijven zodat iedereen zich er aan kon relateren.

## Videoclip
De door Nathan Cox en Joseph Hahn geregisseerde videoclip werd geschoten tijdens verschillende pauzes tijdens de Ozzfest tour in 2001. In de toekomst zou Hahn veel andere videoclips van de band regisseren, waarbij hij vanaf 2004 op Given Up na elke videoclip geregisseerde. Het duo regisseerde eerde al Papercut.
Hoewel de achtergrond in een woestijn in Californië is opgenomen, is het optreden van de band zelf in een studio te Los Angeles gefilmd. Hier kon de regie ervoor zorgen dat er waterpijpen boven de band werden geplaatst en deze in de brug de band doorweekten.
De videoclip speelt zich af in een fantasieomgeving en maakt veel gebruik van digitale animatie. Shinoda rapt in de eerste twee coupletten in een dor en droog woestijngebied, omsingeld door veel stof. Tijdens de refreinen gaat het beeld naar de top van een standbeeld waar de band optreedt. In het eerste refrein imiteert Shinoda Benningtons bewegingen als deze zingt. Er staat een grote gevleugelde soldaat boven op het grote standbeeld waarop de band speelt, dat lijkt op Hybrid Soldier, het gezicht van de cover van het album. De lucht wordt donker als Bennington de burg komt zingen aan de rand van het standbeeld en als de climax plaatsvindt, begint het plotseling hard te regenen.De band speelt het laatste refrein in het midden van de wolkbreuk en als het nummer is afgelopen en de piano weer klinkt, houdt het regenen op waardoor de grond het water kan opnemen en er weer planten groeien, en er beesten rondvliegen. Ook is er een vliegende walvis te zien, dat door Hahn is verzonnen. Toen hem naar de betekenis van de walvis werd gevraagd, antwoordde hij "Het is niet als of ik het zomaar uit mijn duim gezogen heb; ik vond het zinvol." Deze walvis is ook te zien op een schilderij in de latere single Shadow of the Day uit 2007.
Dave Farrell raakte gewond aan zijn voet tijdens het schieten van de videoclip door van een platform af te springen, maar bleef toch tot het einde opnemen. Het kreeg de prijs voor "Best Rock Video" op de MTV Video Music Awards 2002.

### Making of
Op de dvd Frat Party at the Pankake Festival staat The Making of In the End, waarin enkele blikken achter de schermen te zien zijn. Hier is te zien dat Bennington de brug en het laatste refrein doet alsof hij zingt, terwijl de audio vele malen versneld werd. Dit effect is gebruikt zodat dit gedeelte op normale snelheid een dramatischer effect krijgt. Shinoda grapte verder dat toen hij bij de make-up zat, dat Angelina Jolie zijn make-up aan het doen was, maar "haar manager zou ons vermoorden als we haar lieten zien".

## Remixen en versies
De originele versie (demo) van de single is The Untitled getiteld en is gratis beschikbaar op het internet. De songtekst van het nummer en het gitaarspel variëren van de albumversie. Het meest opvallende verschil is het begin van de tekst. Waar In the End bekendstaat om de eerste regel "One thing, I don't know why", begint The Untitled met "One, it multiplies till you can see the sun". Op het remixalbum Reanimation staat het nummer Enth E Nd, een remix gemaakt door Motion Man en Kutmasta Kurt. Deze versie bevat echter geen nieuw ingezongen zangpartij van Bennington op het gescratchte refrein na. De vijfde track op het mash-upalbum met rapper Jay-Z Collision Course een remix van Izzo (H.O.V.A.) en In the End en staat als Izzo/In the End vermeld. In deze remix is Izzo dominanter aanwezig dan In the End.
Tijdens live-uitvoeringen vraagt Shinoda af en toe het publiek om Bennington te helpen met het refrein en de brug. Tijdens de Projekt Revolution 2008-tour is het gitaarspel tijdens de brug weggelaten om het publiek alle ruimte te geven. Op Live 8 wordt het publiek gevraagd mee te klappen met als doel verenigdheid. De Christelijke band Apologetix heeft een parodie gemaakt van dit nummer, genaamd "Corinthians". Op 28-3-2024 werd in het tv-programma The Passion een Nederlandstalige versie met als titel 't Is te laat uitgevoerd door rapper Keizer.

## Tracklist
Alle muziek en teksten zijn geschreven door Linkin Park. 
| Nr. | Titel                                                 | Duur  |
| --- | ----------------------------------------------------- | ----- |
| 1.  | In the End                                            | 03:38 |
| 2.  | In the End (Live BBC Radio One)                       | 03:28 |
| 3.  | Points of Authority (Live at Docklands Arena, London) | 03:31 |
| 4.  | In the End (Video)                                    | 03:36 |

| Nr. | Titel                                                 | Schrijver(s)                    | Duur  |
| --- | ----------------------------------------------------- | ------------------------------- | ----- |
| 1.  | In the End                                            | Linkin Park                     | 03:38 |
| 2.  | A Place for My Head (Live at Docklands Arena, London) | Linkin Park, Wakefield, Farrell | 03:12 |
| 3.  | Step Up (1999 Demo)                                   | Shinoda, Hahn, Delson           | 03:54 |

Alle muziek en teksten zijn geschreven door Linkin Park. 
| Nr. | Titel                  | Duur  |
| --- | ---------------------- | ----- |
| 1.  | In the End (Audio)     | 03:37 |
| 2.  | Crawling (Music Video) | 03:38 |
| 3.  | The Linkin Park Sound  | 0:35  |
| 4.  | The Album/Live Sound   | 0:32  |
| 5.  | The Band/The Album     | 0:30  |
| 6.  | Goals/The Band         | 0:37  |

Alle muziek en teksten zijn geschreven door Linkin Park. 
| Nr. | Titel                         | Duur  |
| --- | ----------------------------- | ----- |
| 1.  | In the End (Audio)            | 03:36 |
| 2.  | Crawling (Music Video)        | 03:38 |
| 3.  | 4x30 Second (interview clips) | 2:00  |

## Ontvangst

### Kritisch
In the End werd in het algemeen goed ontvangen door de rockcritici. Mike Ross van Canoe vond het jammer dat er bij de goede bands die opkomen van alle rap-metalbands, sommigen als "alweer een nieuwe" gezien worden. Stephanie Dichison van PopMatters vond dat de songteksten net zo goed als die van een oude rockster zijn en dat Shinoda hier uitstekend in staat is te rappen.

### Commercieel

#### Nederlandstalige hitparaden
| In the End in de Nederlandse Top 40 - binnen: 24 november 2001 | In the End in de Nederlandse Top 40 - binnen: 24 november 2001 | In the End in de Nederlandse Top 40 - binnen: 24 november 2001 | In the End in de Nederlandse Top 40 - binnen: 24 november 2001 | In the End in de Nederlandse Top 40 - binnen: 24 november 2001 | In the End in de Nederlandse Top 40 - binnen: 24 november 2001 | In the End in de Nederlandse Top 40 - binnen: 24 november 2001 | In the End in de Nederlandse Top 40 - binnen: 24 november 2001 | In the End in de Nederlandse Top 40 - binnen: 24 november 2001 | In the End in de Nederlandse Top 40 - binnen: 24 november 2001 | In the End in de Nederlandse Top 40 - binnen: 24 november 2001 | In the End in de Nederlandse Top 40 - binnen: 24 november 2001 | In the End in de Nederlandse Top 40 - binnen: 24 november 2001 | In the End in de Nederlandse Top 40 - binnen: 24 november 2001 | In the End in de Nederlandse Top 40 - binnen: 24 november 2001 | In the End in de Nederlandse Top 40 - binnen: 24 november 2001 | In the End in de Nederlandse Top 40 - binnen: 24 november 2001 | In the End in de Nederlandse Top 40 - binnen: 24 november 2001 | In the End in de Nederlandse Top 40 - binnen: 24 november 2001 | In the End in de Nederlandse Top 40 - binnen: 24 november 2001 | In the End in de Nederlandse Top 40 - binnen: 24 november 2001 |
| Week                                                           | 1                                                              | 2                                                              | 3                                                              | 4                                                              | 5                                                              | 6                                                              | 7                                                              | 8                                                              | 9                                                              | 10                                                             | 11                                                             | 12                                                             | 13                                                             | 14                                                             | 15                                                             | 16                                                             | 17                                                             | 18                                                             | 19                                                             | uit                                                            |
| -------------------------------------------------------------- | -------------------------------------------------------------- | -------------------------------------------------------------- | -------------------------------------------------------------- | -------------------------------------------------------------- | -------------------------------------------------------------- | -------------------------------------------------------------- | -------------------------------------------------------------- | -------------------------------------------------------------- | -------------------------------------------------------------- | -------------------------------------------------------------- | -------------------------------------------------------------- | -------------------------------------------------------------- | -------------------------------------------------------------- | -------------------------------------------------------------- | -------------------------------------------------------------- | -------------------------------------------------------------- | -------------------------------------------------------------- | -------------------------------------------------------------- | -------------------------------------------------------------- | -------------------------------------------------------------- |
| Nummer                                                         | 37                                                             | 31                                                             | 23                                                             | 15                                                             | 10                                                             | 10                                                             | 14                                                             | 11                                                             | 8                                                              | 8                                                              | 9                                                              | 5                                                              | 8                                                              | 7                                                              | 9                                                              | 14                                                             | 24                                                             | 30                                                             | 35                                                             | uit                                                            |

| In the End in de Single Top 100 Binnen: 17 november 2001 | In the End in de Single Top 100 Binnen: 17 november 2001 | In the End in de Single Top 100 Binnen: 17 november 2001 | In the End in de Single Top 100 Binnen: 17 november 2001 | In the End in de Single Top 100 Binnen: 17 november 2001 | In the End in de Single Top 100 Binnen: 17 november 2001 | In the End in de Single Top 100 Binnen: 17 november 2001 | In the End in de Single Top 100 Binnen: 17 november 2001 | In the End in de Single Top 100 Binnen: 17 november 2001 | In the End in de Single Top 100 Binnen: 17 november 2001 | In the End in de Single Top 100 Binnen: 17 november 2001 | In the End in de Single Top 100 Binnen: 17 november 2001 | In the End in de Single Top 100 Binnen: 17 november 2001 | In the End in de Single Top 100 Binnen: 17 november 2001 | In the End in de Single Top 100 Binnen: 17 november 2001 | In the End in de Single Top 100 Binnen: 17 november 2001 | In the End in de Single Top 100 Binnen: 17 november 2001 | In the End in de Single Top 100 Binnen: 17 november 2001 | In the End in de Single Top 100 Binnen: 17 november 2001 | In the End in de Single Top 100 Binnen: 17 november 2001 | In the End in de Single Top 100 Binnen: 17 november 2001 | In the End in de Single Top 100 Binnen: 17 november 2001 | In the End in de Single Top 100 Binnen: 17 november 2001 | In the End in de Single Top 100 Binnen: 17 november 2001 | In the End in de Single Top 100 Binnen: 17 november 2001 | In the End in de Single Top 100 Binnen: 17 november 2001 | In the End in de Single Top 100 Binnen: 17 november 2001 |
| Week                                                     | 1                                                        | 2                                                        | 3                                                        | 4                                                        | 5                                                        | 6                                                        | 7                                                        | 8                                                        | 9                                                        | 10                                                       | 11                                                       | 12                                                       | 13                                                       | 14                                                       | 15                                                       | 16                                                       | 17                                                       | 18                                                       | 19                                                       | 20                                                       | 21                                                       | 22                                                       | 23                                                       | 24                                                       | 25                                                       | uit                                                      |
| -------------------------------------------------------- | -------------------------------------------------------- | -------------------------------------------------------- | -------------------------------------------------------- | -------------------------------------------------------- | -------------------------------------------------------- | -------------------------------------------------------- | -------------------------------------------------------- | -------------------------------------------------------- | -------------------------------------------------------- | -------------------------------------------------------- | -------------------------------------------------------- | -------------------------------------------------------- | -------------------------------------------------------- | -------------------------------------------------------- | -------------------------------------------------------- | -------------------------------------------------------- | -------------------------------------------------------- | -------------------------------------------------------- | -------------------------------------------------------- | -------------------------------------------------------- | -------------------------------------------------------- | -------------------------------------------------------- | -------------------------------------------------------- | -------------------------------------------------------- | -------------------------------------------------------- | -------------------------------------------------------- |
| Nummer                                                   | 94                                                       | 44                                                       | 37                                                       | 28                                                       | 20                                                       | 13                                                       | 16                                                       | 14                                                       | 11                                                       | 15                                                       | 13                                                       | 13                                                       | 13                                                       | 12                                                       | 13                                                       | 14                                                       | 24                                                       | 28                                                       | 33                                                       | 40                                                       | 50                                                       | 59                                                       | 66                                                       | 74                                                       | 82                                                       | uit                                                      |

| In the End in de Ultratop 50 Binnen: 1 december 2001 | In the End in de Ultratop 50 Binnen: 1 december 2001 | In the End in de Ultratop 50 Binnen: 1 december 2001 | In the End in de Ultratop 50 Binnen: 1 december 2001 | In the End in de Ultratop 50 Binnen: 1 december 2001 | In the End in de Ultratop 50 Binnen: 1 december 2001 | In the End in de Ultratop 50 Binnen: 1 december 2001 | In the End in de Ultratop 50 Binnen: 1 december 2001 | In the End in de Ultratop 50 Binnen: 1 december 2001 | In the End in de Ultratop 50 Binnen: 1 december 2001 | In the End in de Ultratop 50 Binnen: 1 december 2001 | In the End in de Ultratop 50 Binnen: 1 december 2001 | In the End in de Ultratop 50 Binnen: 1 december 2001 | In the End in de Ultratop 50 Binnen: 1 december 2001 | In the End in de Ultratop 50 Binnen: 1 december 2001 | In the End in de Ultratop 50 Binnen: 1 december 2001 | In the End in de Ultratop 50 Binnen: 1 december 2001 | In the End in de Ultratop 50 Binnen: 1 december 2001 | In the End in de Ultratop 50 Binnen: 1 december 2001 | In the End in de Ultratop 50 Binnen: 1 december 2001 | In the End in de Ultratop 50 Binnen: 1 december 2001 |
| Week                                                 | 1                                                    | 2                                                    | 3                                                    | 4                                                    | 5                                                    | 6                                                    | 7                                                    | 8                                                    | 9                                                    | 10                                                   | 11                                                   | 12                                                   | 13                                                   | 14                                                   | 15                                                   | 16                                                   | 17                                                   | 18                                                   | 19                                                   | uit                                                  |
| ---------------------------------------------------- | ---------------------------------------------------- | ---------------------------------------------------- | ---------------------------------------------------- | ---------------------------------------------------- | ---------------------------------------------------- | ---------------------------------------------------- | ---------------------------------------------------- | ---------------------------------------------------- | ---------------------------------------------------- | ---------------------------------------------------- | ---------------------------------------------------- | ---------------------------------------------------- | ---------------------------------------------------- | ---------------------------------------------------- | ---------------------------------------------------- | ---------------------------------------------------- | ---------------------------------------------------- | ---------------------------------------------------- | ---------------------------------------------------- | ---------------------------------------------------- |
| Nummer                                               | 41                                                   | 18                                                   | 15                                                   | 19                                                   | 18                                                   | 16                                                   | 13                                                   | 13                                                   | 12                                                   | 12                                                   | 13                                                   | 13                                                   | 16                                                   | 19                                                   | 21                                                   | 25                                                   | 31                                                   | 43                                                   | 46                                                   | uit                                                  |

NPO Radio 2 Top 2000
| Nummer met noteringen in de NPO Radio 2 Top 2000 | '12  | '13 | '14 | '15 | '16 | '17 | '18 | '19 | '20 | '21 | '22 | '23 | '24 |
| ------------------------------------------------ | ---- | --- | --- | --- | --- | --- | --- | --- | --- | --- | --- | --- | --- |
| In the End                                       | 1100 | 612 | 189 | 144 | 157 | 40  | 47  | 52  | 49  | 46  | 43  | 44  | 28  |

1. ↑  Een vetgedrukt getal geeft de hoogste notering aan.
2. ↑  2012 was het eerste jaar met een notering voor dit nummer.

#### Internationaal
| Land                | Lijst                               | Piek | Bron  |
| ------------------- | ----------------------------------- | ---- | ----- |
| Australië           | ARIA Singles Chart                  | 4    | [ 1 ] |
| Duitsland           | Musikmarkt Top 100                  | 13   | [ 1 ] |
| Frankrijk           | SNEP Singles Chart                  | 40   | [ 1 ] |
| Ierland             | Singles Chart                       | 20   | [ 4 ] |
| Italië              | FIMI Singles Chart                  | 5    | [ 1 ] |
| Nederland           | Nederlandse Top 40                  | 26   | [ 5 ] |
| Nederland           | Nederlandse Single Top 100          | 9    | [ 1 ] |
| Nieuw-Zeeland       | RIANZ Singles Chart                 | 10   | [ 1 ] |
| Oostenrijk          | Ö3 Austria Top 40                   | 6    | [ 1 ] |
| Verenigd Koninkrijk | UK Singles Chart                    | 8    | [ 6 ] |
| Verenigde Staten    | Billboard Hot 100                   | 2    | [ 7 ] |
| Verenigde Staten    | Billboard Adult Top 40              | 15   | [ 7 ] |
| Verenigde Staten    | Billboard Hot 100 Airplay           | 4    | [ 7 ] |
| Verenigde Staten    | Billboard Hot 100 Recurrent Airplay | 1    | [ 7 ] |
| Verenigde Staten    | Billboard Hot Singles Recurrent     | 1    | [ 7 ] |
| Verenigde Staten    | Billboard Top 40 Mainstream         | 1    | [ 7 ] |
| Verenigde Staten    | Billboard Top 40 Tracks             | 2    | [ 7 ] |
| Verenigde Staten    | Billboard Modern Rock Tracks        | 1    | [ 7 ] |
| Verenigde Staten    | Billboard Mainstream Rock Tracks    | 3    | [ 7 ] |
| Vlaanderen          | Ultratop 50                         | 12   | [ 1 ] |
| Wallonië            | Ultratop 50                         | 26   | [ 1 ] |
| Zweden              | Sverigetopplistan                   | 2    | [ 1 ] |
| Zwitserland         | Schweizer Hitparade                 | 2    | [ 1 ] |

| Publicatie | Land             | Accolade                         | Jaar      | Piek |
| ---------- | ---------------- | -------------------------------- | --------- | ---- |
| Billboard  | Verenigde Staten | Best of 2000s: Rock Songs        | 2000-2009 | 2    |
| Billboard  | Verenigde Staten | Best of 2000s: Alternative Songs | 2000-2009 | 2    |

## In the End: Live & Rare
In 2002 werd een speciale ep uitgegeven met de studioversie van In the End vergezeld met enkele B-kanten en live-uitvoeringen van het concert in de Docklands Arena in Londen, het Verenigd Koninkrijk. Step Up en High Voltage staan oorspronkelijk op de ep Hybrid Theory uit 1999 en My December op de speciale editie van Hybrid Theory. Step Up heeft op de Japanse promo-cd de subtitel "unreleased", terwijl er bij de andere versies "1999 demo" staat.
| Nr. | Titel                                                 | Duur  |
| --- | ----------------------------------------------------- | ----- |
| 1.  | In the End                                            | 03:36 |
| 2.  | Papercut (Live at Docklands Arena, London)            | 03:12 |
| 3.  | Points of Authority (Live at Docklands Arena, London) | 03:29 |
| 4.  | A Place for My Head (Live at Docklands Arena, London) | 03:10 |
| 5.  | Step Up (1999 demo)                                   | 03:54 |
| 6.  | My December                                           | 04:19 |
| 7.  | High Voltage                                          | 03:45 |

## Personeel

### In the End
Linkin Park
- Chester Bennington: leadzanger
- Rob Bourdon: drums
- Brad Delson: leadgitarist, bassist
- Joseph Hahn: dj, scratching, sampling, artwork
- Mike Shinoda: zang, MC, mixing, artwork, sampling, beats

Productie
- Producer: Don Gilmore
- Executive producer: Jeff Blue
- Opgenomen in de NRG Recordings, North Hollywood, CA
- Engineering: Don Gilmore
- Extra engineering en Pro Tools: John Ewing jr.
- Assistent Pro Tools: Mike Shinoda

- Assistent engineer: Matt Griffin
- Gemixt in Soundtrack, NYC
- Engineer: Steve Sisco
- Mixer: Andy Wallace
- Mastering: Brian "Big Bass" Gardner in Bernie Grundman Mastering
- Digitale bewerking: Brian "Big Bass" Gardner
- A&R: Jeff Blue
- A&R-coördinatie: Natalie Preston & Ariana Murray
- Marketingregie: Peter Standish
- Wereldwijde representatie: Rob McDermott voor The Firm with Additional Servitude door Ryan Demarti en Ryan Saullo
- Bookingagent: Michael Arfin for Artist Group
- Legale zaken: Dann Hayes voor Selverne, Mandelbaum en Mintz
- Business managers: Michael Oppenheim & Jonathan Schwartz for Gudvi, Chapnik & Oppenheim
- Artregie en -ontwerp: Flem aka Frank Maddocks
- Fotografie: James Minchin III
- Voorcover: Mike Shinoda
- Line art schetsen en tekeningen: Joseph Hahn & Mike Shinoda

### In the End (Live at BBC Radio One)
Linkin Park
- Chester Bennington: leadzanger
- Rob Bourdon: drums
- Brad Delson: leadgitarist
- Dave Farrell: basgitarist
- Joseph Hahn: dj, scratching, sampling
- Mike Shinoda: zang, MC

Productie
- Engineer: Jamie Hart
- Producer: Don Gilmore
- Live producer: Miti

### Live at Docklands Arena
Linkin Park
- Chester Bennington: leadzanger
- Rob Bourdon: drums
- Brad Delson: leadgitarist
- Dave Farrell: basgitarist
- Joseph Hahn: dj, scratching, sampling
- Mike Shinoda: zang, MC
- Engineer: Simon Askew
- Producer: Don Gilmore
- Live producer: Andy Rogers

### Step Up
Linkin Park
- Chester Bennington: leadzanger
- Rob Bourdon: drums
- Brad Delson: leadgitarist
- Joseph Hahn: dj, scratching, sampling
- Mike Shinoda: zang, MC
- Afkomstig van de ep Hybrid Theory
- Producer: Mike Shinoda
- Mixer: Mike Shinoda
- Schrijvers: Brad Delson, Mike Shinoda, Mr. Hahn

### My December
Linkin Park
- Chester Bennington: leadzanger
- Rob Bourdon: drums
- Brad Delson: leadgitarist
- Joseph Hahn: scratching, sampling
- Mike Shinoda: zang, piano, producer

### High Voltage
Linkin Park
- Chester Bennington: leadzanger
- Rob Bourdon: drums
- Brad Delson: leadgitarist
- Joseph Hahn: dj, scratching, sampling
- Mike Shinoda: zang, MC, producer

### In the End (video)
- Regie: Mr. Hahn, Nathan Cox
- Producer: Matt Caltabiano

### Crawling (video)
- Regie: The Brothers Strausse
- Producent: Heather Heller